# Camerota
Camerota est une commune de la province de Salerne, dans la Campanie, en Italie.

## Administration
| Période                                  | Période  | Identité        | Étiquette | Qualité |
| ---------------------------------------- | -------- | --------------- | --------- | ------- |
| 14 juin 2017                             | En cours | Mario Scarpitta |           |         |
| Les données manquantes sont à compléter. |          |                 |           |         |

### Hameaux
Lentiscosa, Licusati, Marina di Camerota.

### Communes limitrophes
Celle di Bulgheria, Centola, Roccagloriosa, San Giovanni a Piro.